# Núi Trà Phương
Núi Trà Phương còn được gọi là Núi Trà Sơn, thuộc thôn Trà Phương, huyện Kiến Thụy, thành phố Hải Phòng cách huyện Nghi Dương, Kiến Thụy, tỉnh Hải Dương 7 km về phía Tây. Núi cao 52 mét. Núi Trà Phương được nhắc tới chi tiết trong cuốn sách "Đại Nam nhất thống chí". Trong quanh núi bao phủ bởi ao, hồ, đầm nước. Dưới chân núi có chỗ để thờ thần Linh Quy.

## Di tích lịch sử
Ngày 17 tháng 11 năm 1965, nhân dân hai xã Thuận Thiên và Thụy Hương đã núp đã núi này và bắn hạ được máy bay AD 6 của Hoa Kỳ.